# Волошная
Волошная — река в Вологодской области России.

## Общая информация
Протекает в южном направлении по территории Бабушкинского района. Впадает в реку Юзу в 29,6 км от её устья по правому берегу. Длина реки составляет 15 км, площадь водосборного бассейна — 43,6 км². Населённых пунктов на реке нет.

## Данные водного реестра
По данным государственного водного реестра России относится к Верхневолжскому бассейновому округу, водохозяйственный участок реки — Унжа от истока и до устья, речной подбассейн реки — Бассейн притоков Волги ниже Рыбинского водохранилища до впадения Оки. Речной бассейн реки — (Верхняя) Волга до Куйбышевского водохранилища (без бассейна Оки).
Код объекта в государственном водном реестре — 08010300312110000014801.